# 13647 Rey
13647 Rey eller 1996 HR24 är en asteroid i huvudbältet som upptäcktes den 20 april 1996 av den belgiske astronomen Eric W. Elst vid La Silla-observatoriet. Den är uppkallad efter Marc-Michel Rey.
Asteroiden har en diameter på ungefär 8 kilometer.